# 行政執行法
行政執行法，為中華民國的一部行政法典，為行政強制執行之法律依據。

## 沿革
行政執行法於1932年12月28日公布施行，並先後於1943年及1947年修正。
1998年11月11日，行政執行法全面修正並公布，2000年6月21日再修正公布第39條，兩次修正條文之施行日期均由行政院以命令定於2001年1月1日施行。
2005年6月22日，配合司法院大法官作出之釋字第588號解釋，修正公布第17條、第19條條文，經行政院令定自2007年5月1日施行。
2009年4月29日修正公布第17條條文，行政院令定自2009年6月1日施行。
2009年12月30日修正公布第24條、第44條條文，行政院令定自2009年11月23日施行。
2010年2月3日修正公布第17條條文、增訂第17條之1條文，行政院令定分別自2010年5月10日及2010年6月3日施行。

## 內容
依照行政執行法之規定，行政執行的種類可分為三種：公法上金錢給付義務之執行、行為或不行為義務之執行與即時強制。

### 公法上金錢給付義務之執行
行政執行法第11條規定：「義務人依法令或本於法令之行政處分或法院之裁定，負有公法上金錢給付義務，有下列情形之一，逾期不履行，經主管機關移送者，由行政執行處就義務人之財產執行之：一、其處分文書或裁定書定有履行期間或有法定履行期間者。二、其處分文書或裁定書未定履行期間，經以書面限期催告履行者。三、依法令負有義務，經以書面通知限期履行者。」

### 行為或不行為義務之執行
行政執行法第27條規定：「依法令或本於法令之行政處分，負有行為或不行為義務，經於處分書或另以書面限定相當期間履行，逾期仍不履行者，由執行機關依間接強制或直接強制方法執行之。」其中就執行方法而言，又可分為「間接強制」與「直接強制」：

#### 間接強制
間接強制的方法有二，一為「代履行」，一為「怠金」：

##### 代履行
行政執行法第29條第1項規定：「依法令或本於法令之行政處分，負有行為義務而不為，其行為能由他人代為履行者，執行機關得委託第三人或指定人員代履行之。」

##### 怠金
行政執行法第30條第1項規定：「依法令或本於法令之行政處分，負有行為義務而不為，其行為不能由他人代為履行者，依其情節輕重處新臺幣五千元以上三十萬元以下怠金。」

#### 直接強制
依照行政執行法第28條第2項之規定可知，直接強制的方法有下列幾種：
- 一、扣留、收取交付、解除占有、處置、使用或限制使用動產、不動產。
- 二、進入、封閉、拆除住宅、建築物或其他處所。
- 三、收繳、註銷證照。
- 四、斷絕營業所必須之自來水、電力或其他能源。
- 五、其他以實力直接實現與履行義務同一內容狀態之方法。

### 即時強制
行政執行法第36條規定：「行政機關為阻止犯罪、危害之發生或避免急迫危險，而有即時處置之必要時，得為即時強制。即時強制方法如下：一、對於人之管束。二、對於物之扣留、使用、處置或限制其使用。三、對於住宅、建築物或其他處所之進入。四、其他依法定職權所為之必要處置。」

## 外部連結
- 行政執行法 （页面存档备份，存于）